# David Packard
David Packard  [ˈpækərd] (* 7. September 1912 in Pueblo, Colorado; † 26. März 1996 in Stanford, Kalifornien) war ein US-amerikanischer Unternehmer. Er gründete zusammen mit Bill Hewlett den Technologiekonzern Hewlett-Packard. Zwischen seiner Zeit bei Hewlett-Packard war er von 1969 bis 1971 stellvertretender Verteidigungsminister unter Melvin R. Laird im Kabinett von Präsident Nixon.

## Biographie
Nach dem Erwerb des Bachelors an der Stanford University arbeitete Packard bis 1938 für General Electric und kehrte danach an die Stanford University zurück, wo er den Ingenieur (Master) im Bereich Elektrotechnik erhielt. 1939 gründeten er und Bill Hewlett mit 538 US-Dollar Startkapital in einer Garage ihre Firma. Das Unternehmen, in dem Packard sich als Verwaltungsfachmann hervortat und Hewlett viele technische Innovationen beisteuerte, wuchs zum weltgrößten Hersteller von elektronischen Test- und Messinstrumenten. Zudem wurde die Firma zu einem der großen Hersteller von Taschenrechnern, Personalcomputern, Laser- und Tintenstrahldruckern.
Packard war von 1947 bis 1964 Präsident von Hewlett-Packard und von 1964 bis 1968 dessen CEO. Von 1964 bis 1968 und von 1972 bis 1993 war er Vorsitzender des Executive Committee.
1968 wurde er von US-Präsident Richard Nixon zum stellvertretenden Verteidigungsminister (Deputy Secretary of Defense) unter Melvin R. Laird ernannt. Packard trat dieses Amt am 24. Januar 1969 an und bekleidete es bis zum 13. Dezember 1971. Anschließend kehrte er zu Hewlett-Packard zurück.
1964 begründeten er und seine Frau die David and Lucile Packard Foundation. 1984 konnte aufgrund einer Spende von Packard das Monterey Bay Aquarium gebaut werden, 1987 das Monterey Bay Aquarium Research Institute. 1988 wurde er in die American Academy of Arts and Sciences gewählt, 1995 erhielt er den Lifetime Achievement Award des Lemelson-MIT-Preises und 1997 die Chairman’s Medal der Heinz Awards.
Sein Sohn David W. Packard ist ebenfalls als Mäzen tätig.